# Cylon de Crotone
Cylon de Crotone (en grec Κυλώνειο) est un citoyen important de Crotone en Grande-Grèce, qui a vécu à la fin du VIe siècle et au début du Ve siècle ; il a mené une émeute contre l'école pythagoricienne. 

## Éléments biographiques
Jamblique le désigne comme exarque (en grec ἔξαρχος) des Sybarites, c'est-à-dire gouverneur de Sybaris.
Cylon demande à être admis dans la communauté qui avait été fondée par Pythagore en -532 à Crotone, mais il est refusé à la suite d'un examen physiognomonique qui révèle à Pythagore la nature violente et tyrannique de Cylon, inapte à suivre les enseignements de l'école. Vers -510, Cylon fomente un complot, soulève la population contre les pythagoriciens : la maison de Milon de Crotone où quarante d'entre eux sont réunis est incendiée et seuls trois en réchappent. Cet événement provoque la dispersion de l'école pythagoricienne et le déclin de son influence en Grande-Grèce.

### Sources antiques
- Diodore de Sicile, Bibliothèque historique [détail des éditions] [lire en ligne] (X, 11).
- Diogène Laërce, Vies, doctrines et sentences des philosophes illustres [détail des éditions] (lire en ligne) (VIII, 39).
- Jamblique, Vie de Pythagore (248-251).
- Polybe, Histoires [détail des éditions] [lire en ligne] (II, 39).
- Porphyre de Tyr, Vie de Pythagore (54-56).

### Études
- Bruno Centrone, « Cylon de Crotone », dans Richard Goulet, Dictionnaire des philosophes antiques : II, Babélyca d'Argos à Dyscolius, Paris, CNRS éditions, 1994 (ISBN 2-271-05195-9, lire en ligne), p. 533-534.